# Festival international des cinémas d'Asie de Vesoul 2007
Le 13e Festival international des cinémas d'Asie (FICA) de Vesoul.

## Programmation du13eFestival international des cinémas d'Asie de Vesoul

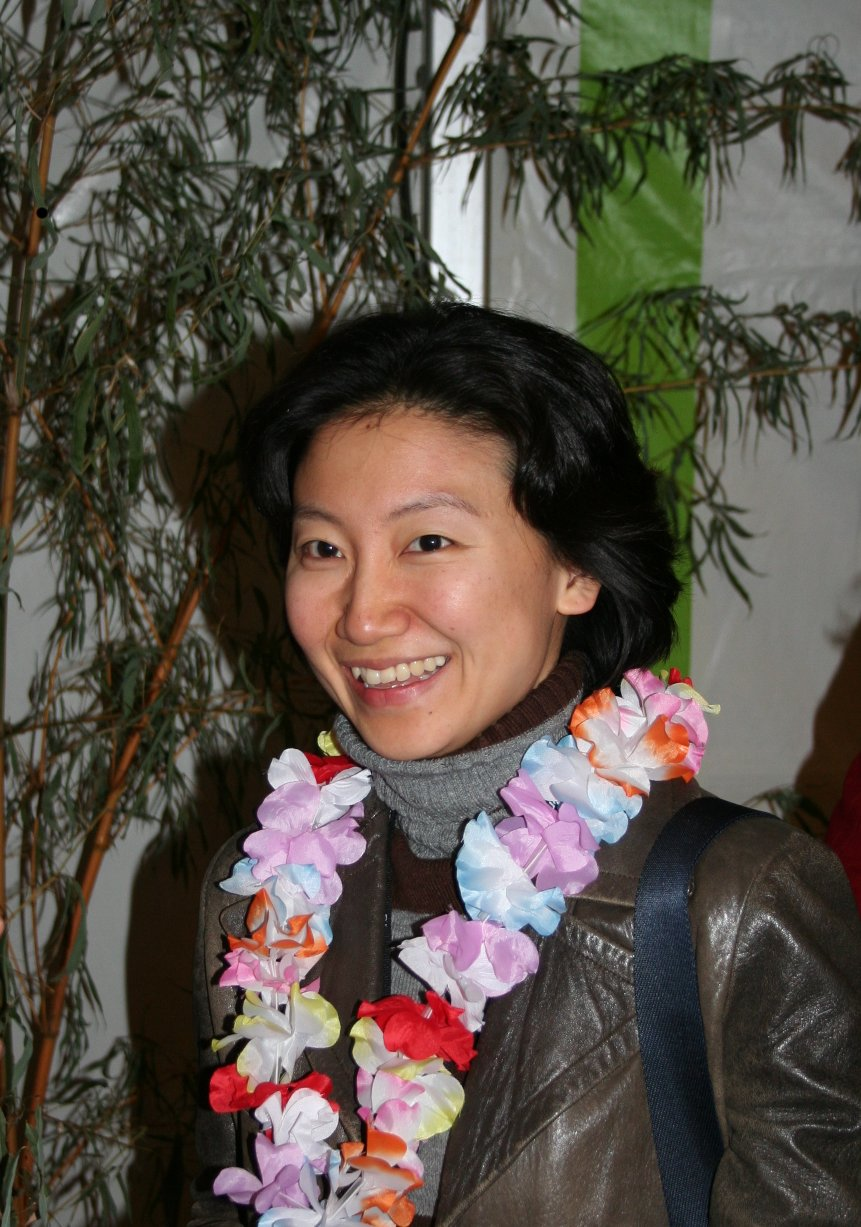
Cho Eun-hee

- Section « Visages des cinémas d'Asie contemporains » :
  - Compétition longs métrages :
    - Chine : Bliss, de Sheng Zhimin (première française)
    - Corée du Sud : Inner Circle Line, de Cho Eun-hee (première française)
    - Hong Kong : My Mother Is a Belly Dancer, de Ching po Wong et Kung lok Lee (première française)
    - Inde : Barbelés, de Bappaditya Bandopadhyay (première française)
    - Iran : Adieu la vie, d'Ensieh Shah-Hosseini (première française)
    - Iran : On a Friday Afternoon, de Mona Zandi Haghighi (première française)
    - Israël : Out of sight, de Daniel Syrkin (inédit)
    - Ouzbékistan : Chashma, de Yolkin Tuytchiev (première française)
    - Turquie : Des temps et des vents, de Reha Erdem (inédit)

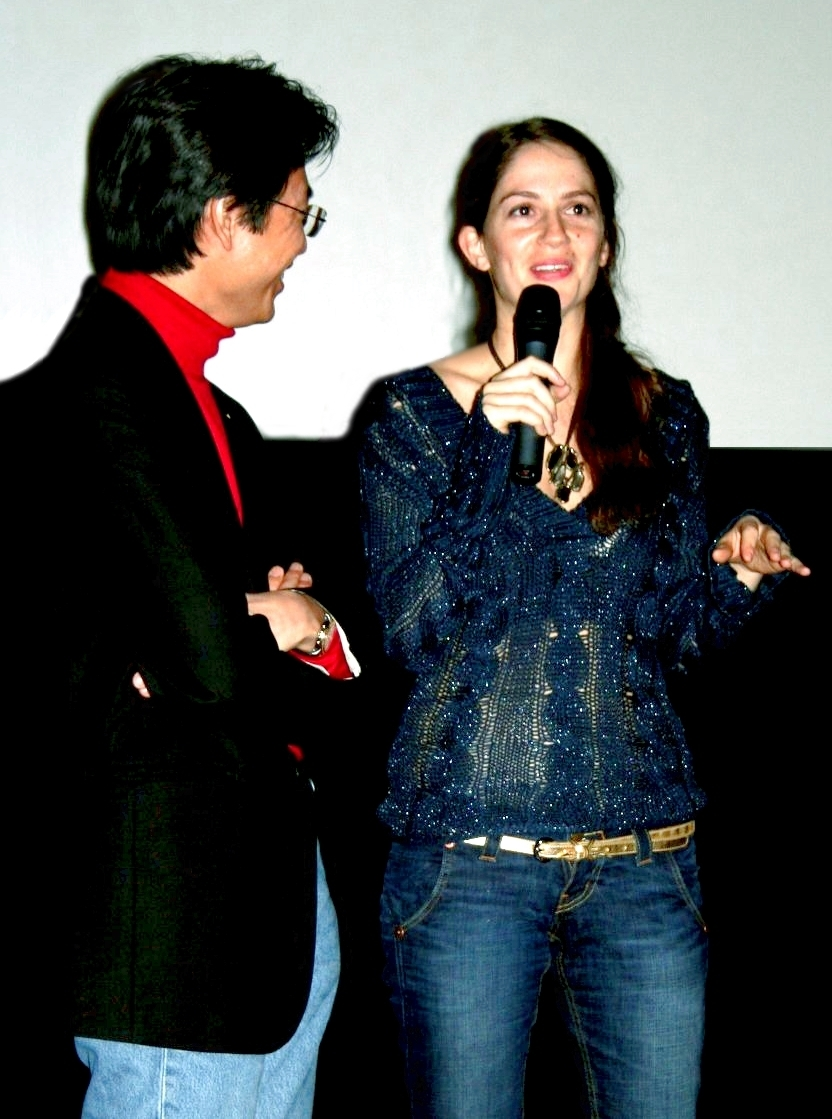
Tali Sharon, l'interprète de Out of sight

- - Séances spéciales « Japanimation » :
    - Japon : Paprika, de Satoshi Kon
    - Japon : Origine, de Keiichi Sugiyama

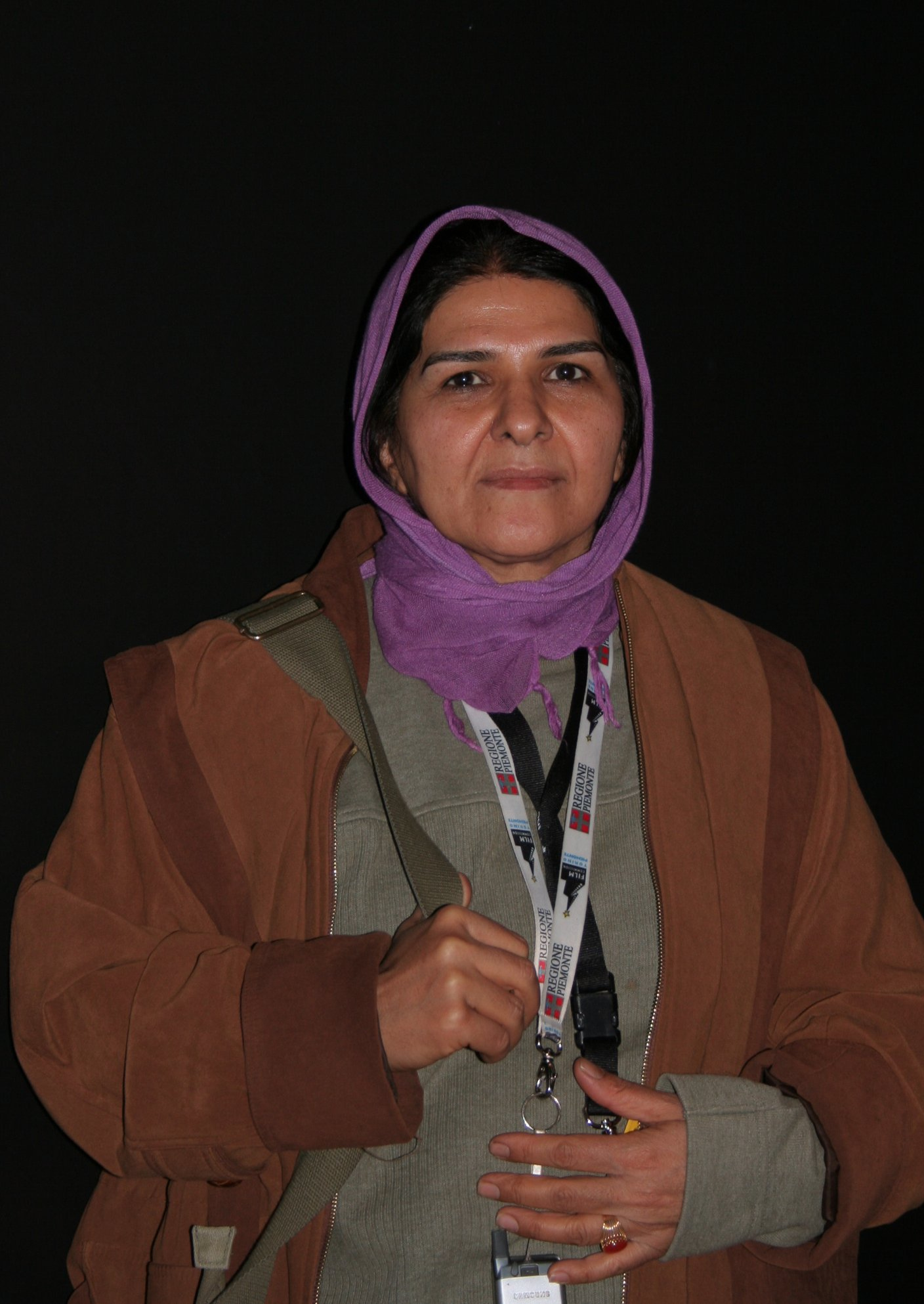
Ensieh Shah-Hosseini

- Section thématique « Interdits et Tabous » :
  - Bangladesh : L'Oiseau d'argile, de Tareque Masud
  - Chine : L'Orphelin d'Anyang, de Wang Chao
  - Corée : Adresse inconnue, de Kim Ki-duk
  - Inde : Matrubhoomi, un monde sans femmes, de Manish Jha
  - Inde : Water, de Deepa Mehta
  - Iran : Un jour de plus, de Babak Payami
  - Iran : Le Secret de Baran, de Majid Majidi
  - Iran : Sommeil amer, de Mohsen Amiryoussefi
  - Irak : Dol, ou la Vallée des tambours, d'Hiner Saleem
  - Israël : Tu marcheras sur l'eau d'Eytan Fox
  - Japon : Tabou, de Nagisa Ōshima
  - Japon : Maborosi, de Hirokazu Kore-eda
  - Japon : Femmes de la nuit, de Kenji Mizoguchi
  - Kazakhstan : L'Aiguille, de Rachid Nougmanov (inédit)
  - Palestine : Soif, de Tawfik Abu Wael (inédit)
  - Philippines : L'Éveil de Maximo Oliveros, de Auraeus Solito (avant première)
  - Syrie : Passion, de Mohammad Malas
  - Tadjikistan : La Saison de l'herbe jaune, de Mayram Yussupova (inédit)
  - Taïwan : Sweet Degeneration, de Lin Cheng-sheng

- Le regard de l'occidental sur l'Asie :

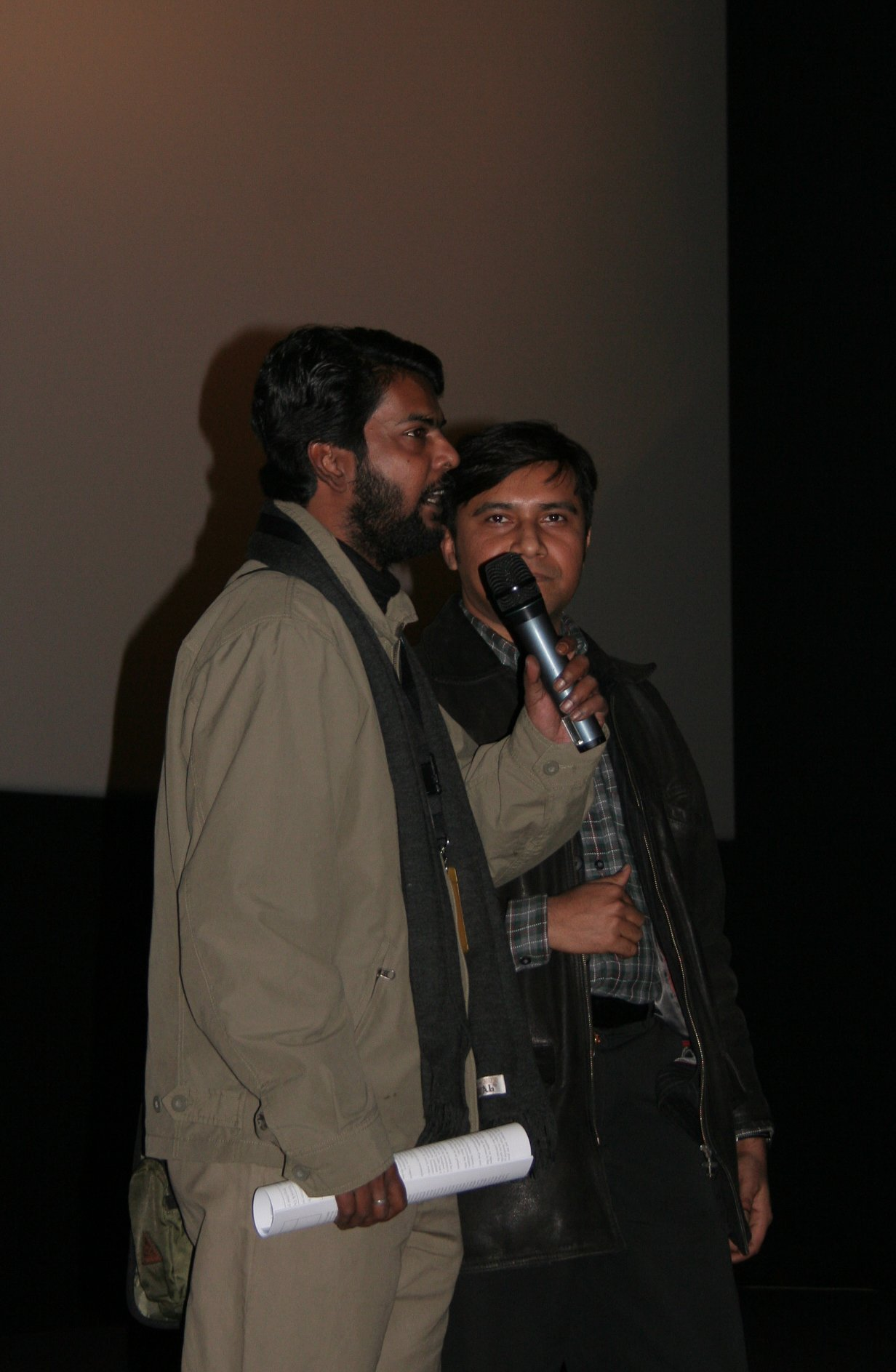
Bappaditya Bandopadhyay présentant Barbelés

  - Allemagne : Massaker, de Monika Borgmann

- Hommage à Wu Tianming en sa présence :

- - Comme réalisateur :
    - La Vie (inédit)
    - Le Vieux puits (inédit)
    - La Rivière sauvage
    - Le Roi des masques
    - C.E.O. (première française)

  - Comme producteur :

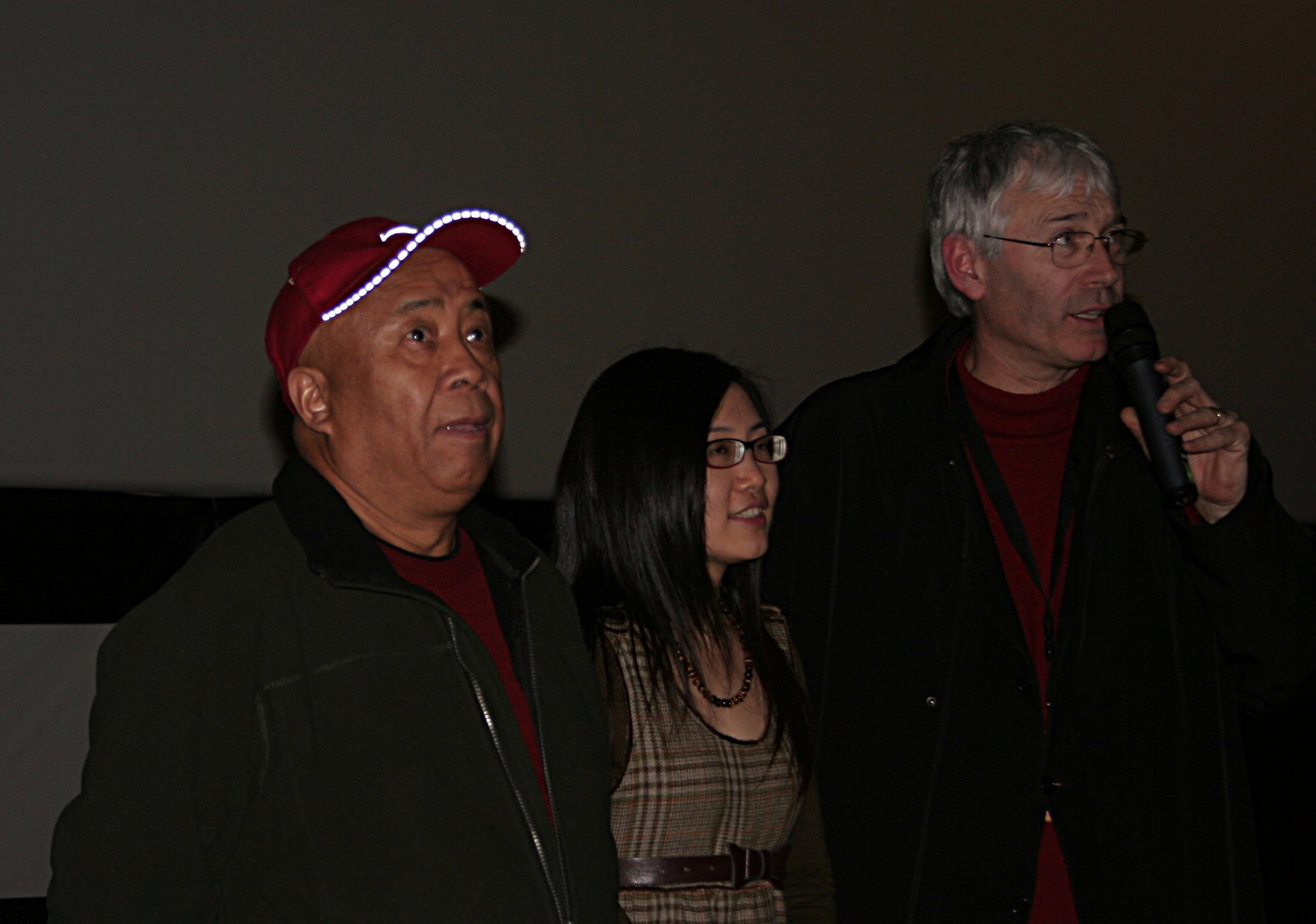
Wu Tianming et Jean-Marc Thérouanne présentant C.E.O

    - L'Affaire du canon noir, de Huang Jianxin
    - Le Voleur de Chevaux, de Tian Zhuangzhuang
    - Le Sorgho rouge, de Zhang Yimou

- Hommage à Shohei Imamura :
  - 1967 : L'Évaporation de l'homme
  - 1970 : Histoire du Japon racontée par une hôtesse de bar
  - 1971 : En suivant ces soldats qui ne sont pas revenus : la Malaisie (inédit)
  - 1971 : En suivant ces soldats qui ne sont pas revenus : la Thaïlande (inédit)
  - 1973 : La brute revient au pays natal (inédit)
  - 1973 : Des dames qui vont au loin (inédit)
  - 1983 : La Ballade de Narayama
  - 1989 : Pluie noire
  - 1996 : L'Anguille
  - 1998 : Dr. Akagi
  - 2000 : De l'eau tiède sous un pont rouge

- Inde, 1947-2007 : 60 ans d'indépendance :
  - 1947-1957 : 1957 : Mother India, de Mehboob Khan
  - 1957-1967 : 1959 : Fleurs de papier, de Guru Dutt
  - 1967-1977 : 1976 : Bhumika, de Shyam Benegal
  - 1977-1987 : 1981 : Délivrance, de Satyajit Ray
  - 1987-1997 : 1991 : L'Héritage, d'Ismail Merchant (inédit)
  - 1997-2007 : 2005 : Chokher Bali, de Rituparno Ghosh

- Section « Jeune Public » :
  - Chine : Trois moines, de Hu Jinqing, Te Wei et Ah Da
  - Inde : Le Petit Peintre du Rajasthan, de Rajkumar Bhan
  - Japon : Nausicaä de la vallée du vent, de Hayao Miyazaki

- Documentaires :
  - En compétition :
    - Bangladesh : L'Eau du diable, d'Amirul Arham (inédit)

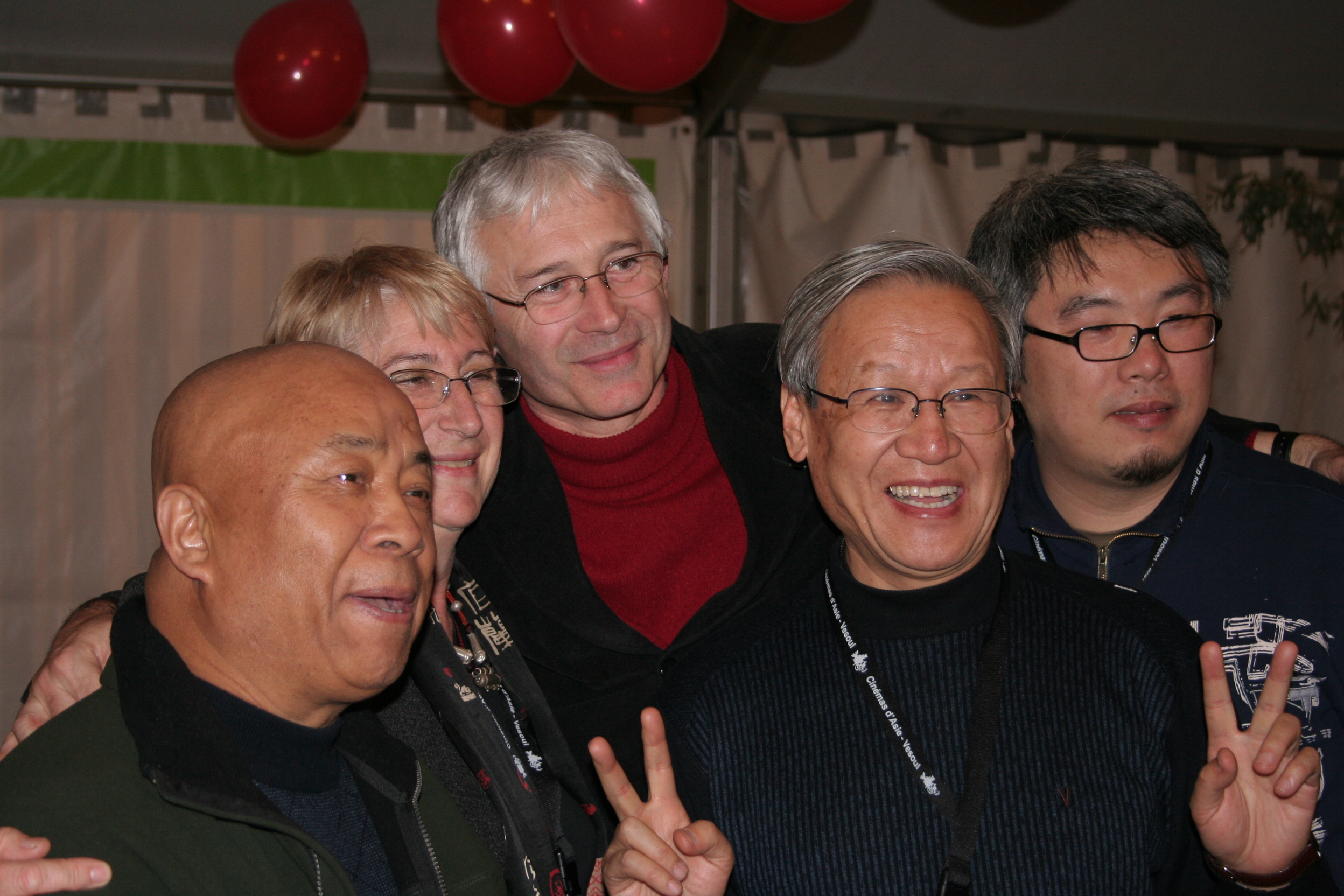
Wu Tianming, M et JM Thérouanne, Xie Fei, Sheng Zhimin

    - Chine - France : Made in China, de Jean-Yves Cauchard (première mondiale)
    - Inde - France : Autour du fleuve, d'Arnaud Mandagaran (première mondiale)
    - Inde : Bagher Bachcha, de Bishnu Dev Halder (première internationale)
    - Liban : Bonnes à vendre, de Dima Al-Joundi (inédit)
    - Népal : Dancing Kathmandu, de Sangita Shrersthova (première européenne)
    - Ouzbékistan : The First Stop, de Chukhrat Makhmudov (première française)
    - Syrie : La Part du gâteau, de Hala Mohamed (inédit)

  - Hors compétition :
    - Israël : Le Temps des Prisonniers, de Shimon Dotan (inédit)

## Palmares 2007

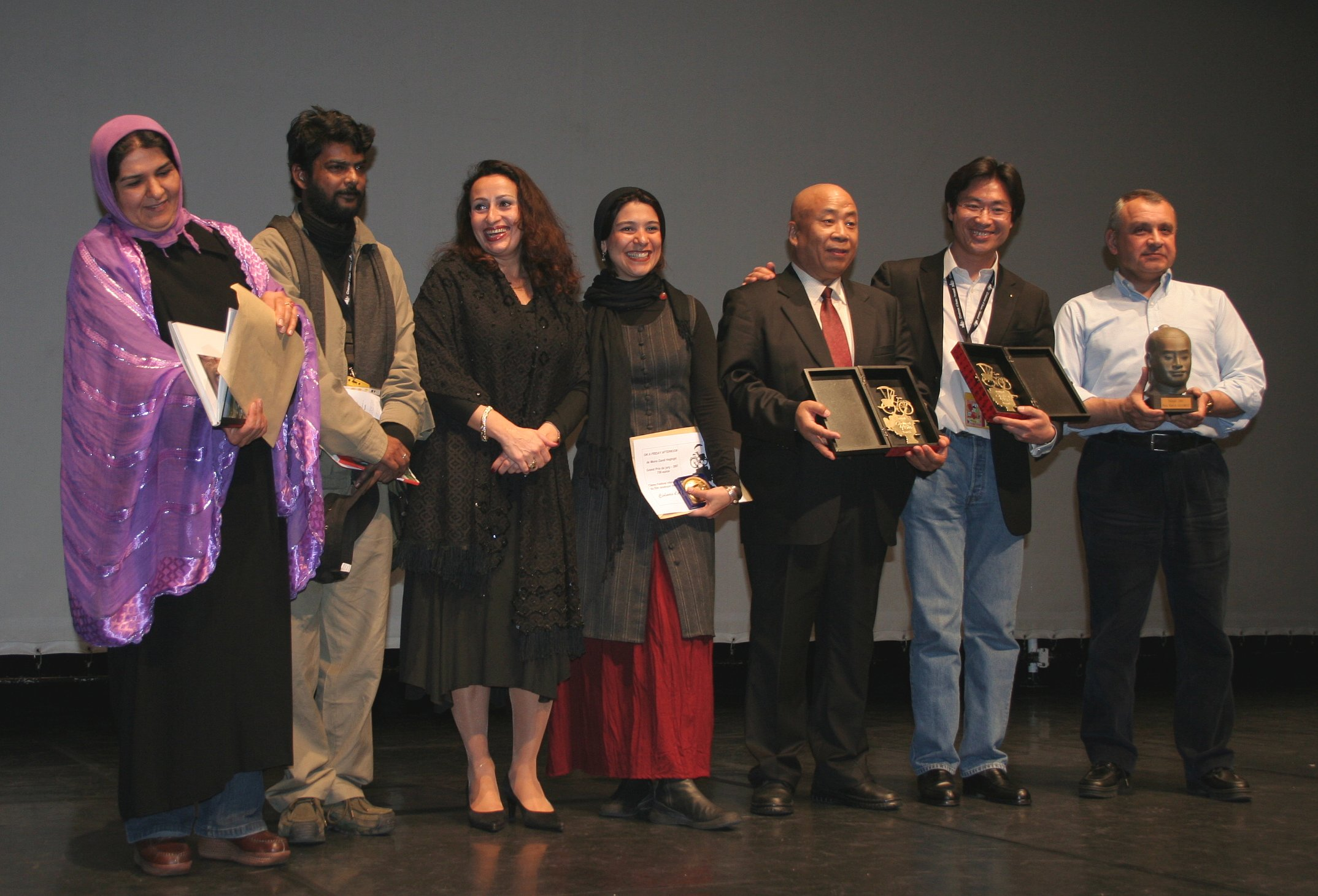
Les lauréats : Ensieh Shah Hosseini, Bappaditya Bandopadhyay, Dima Al-Joundi, Mona Zandi Haghighi, Wu Tianming et les représentants de Daniel Syrkin et de Reha Erdem

- Cyclo d'or d'honneur à Wu Tianming pour l'ensemble de son œuvre.
- Jury international
  - Cyclo d'or à Out of sight de Daniel Syrkin
  - Grand prix du jury à On a Friday Afternoon de Mona Zandi Haghighi
  - Mention spéciale à Chashma de Yolkin Tuytchiev
- Prix du Jury NETPAC à Barbelés de Bappaditya Bandopadhyay
- Prix Émile Guimet à Des temps et des vents de Reha Erdem
- Prix Langues'O à Out of sight de Daniel Syrkin

- Prix du public

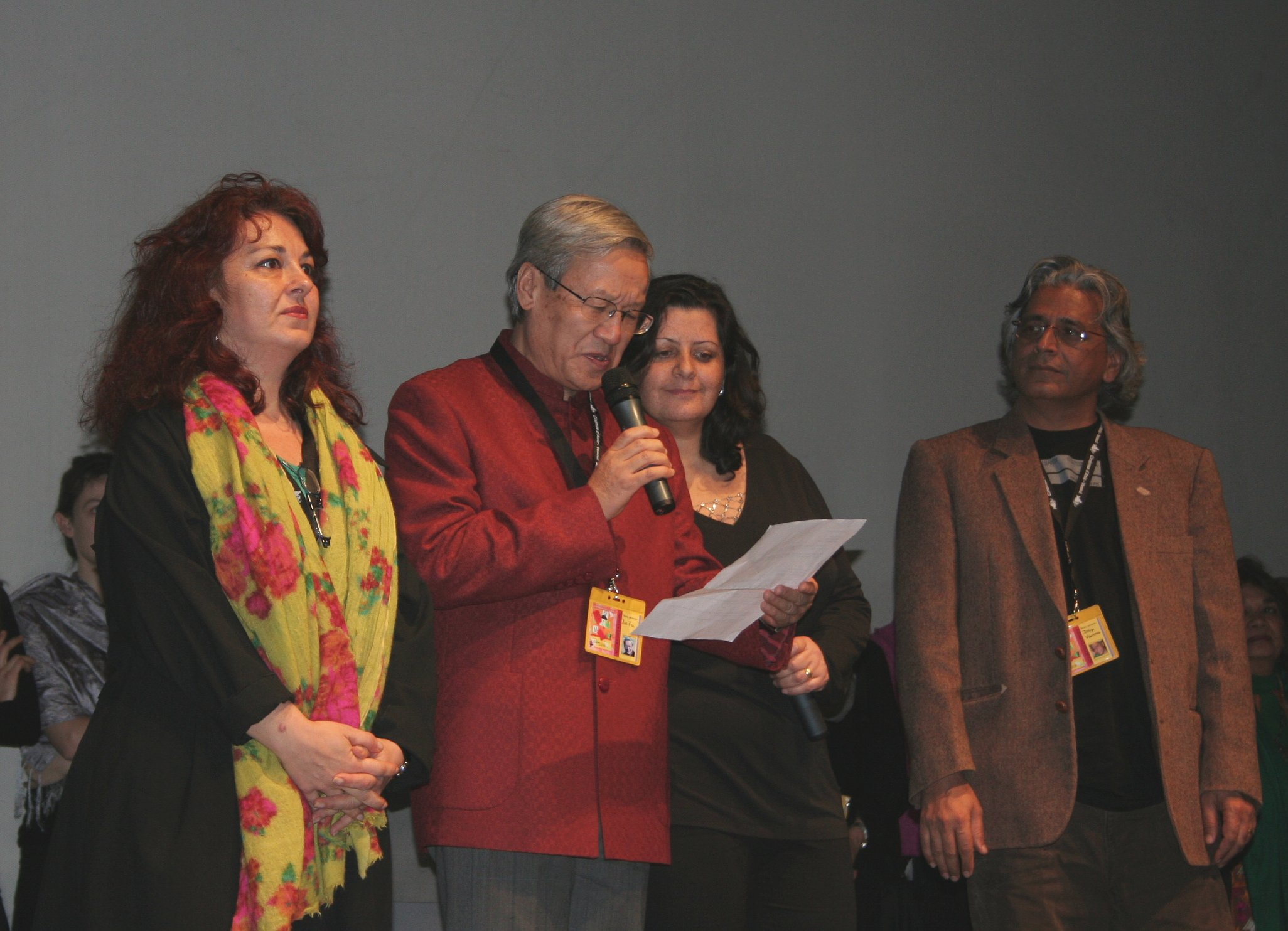
Le Jury international :
Defne Gürsoy, Xe Fei, Houdra Ibrahim, Dilip Varma

  - Long métrage de fiction à Adieu la vie de Ensieh Shah-Hosseini
  - film documentaire à Bonnes à vendre de Dima Al-Joundi
- Prix du jury jeunes à Made in China de Jean-Yves Cauchard
- Coups de cœur
  - Guimet à My Mother Is a Belly Dancer de Lee Kung Lok et Wong Ching Po
  - Langues'O à On a Friday Afternoon de Mona Zandi Haghighi

Images du festival
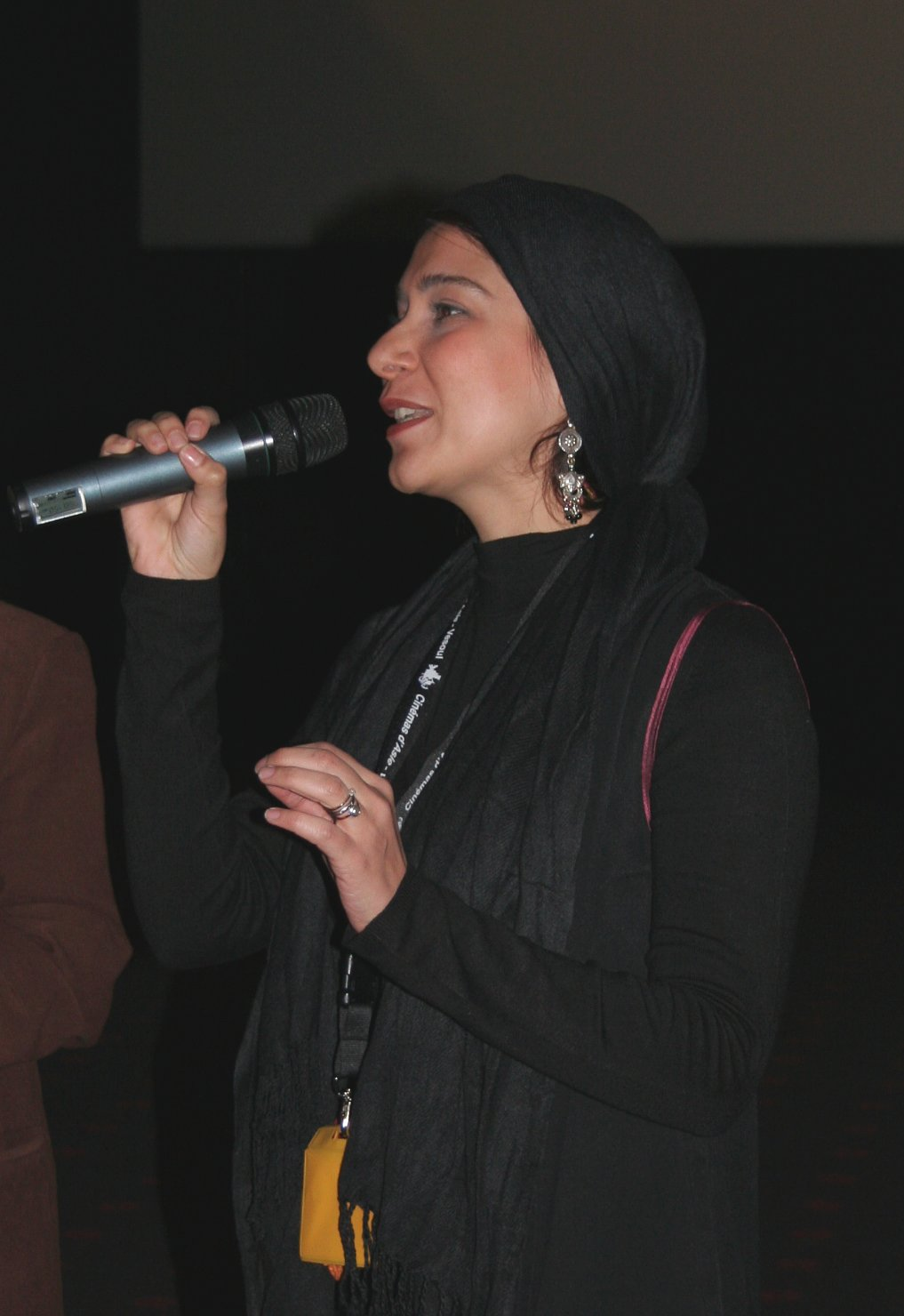
Mona Zandi Haghighi
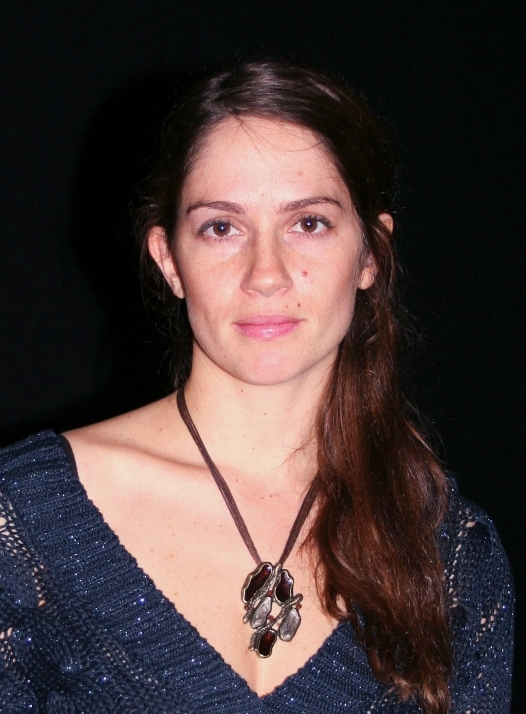
Tali Sharon
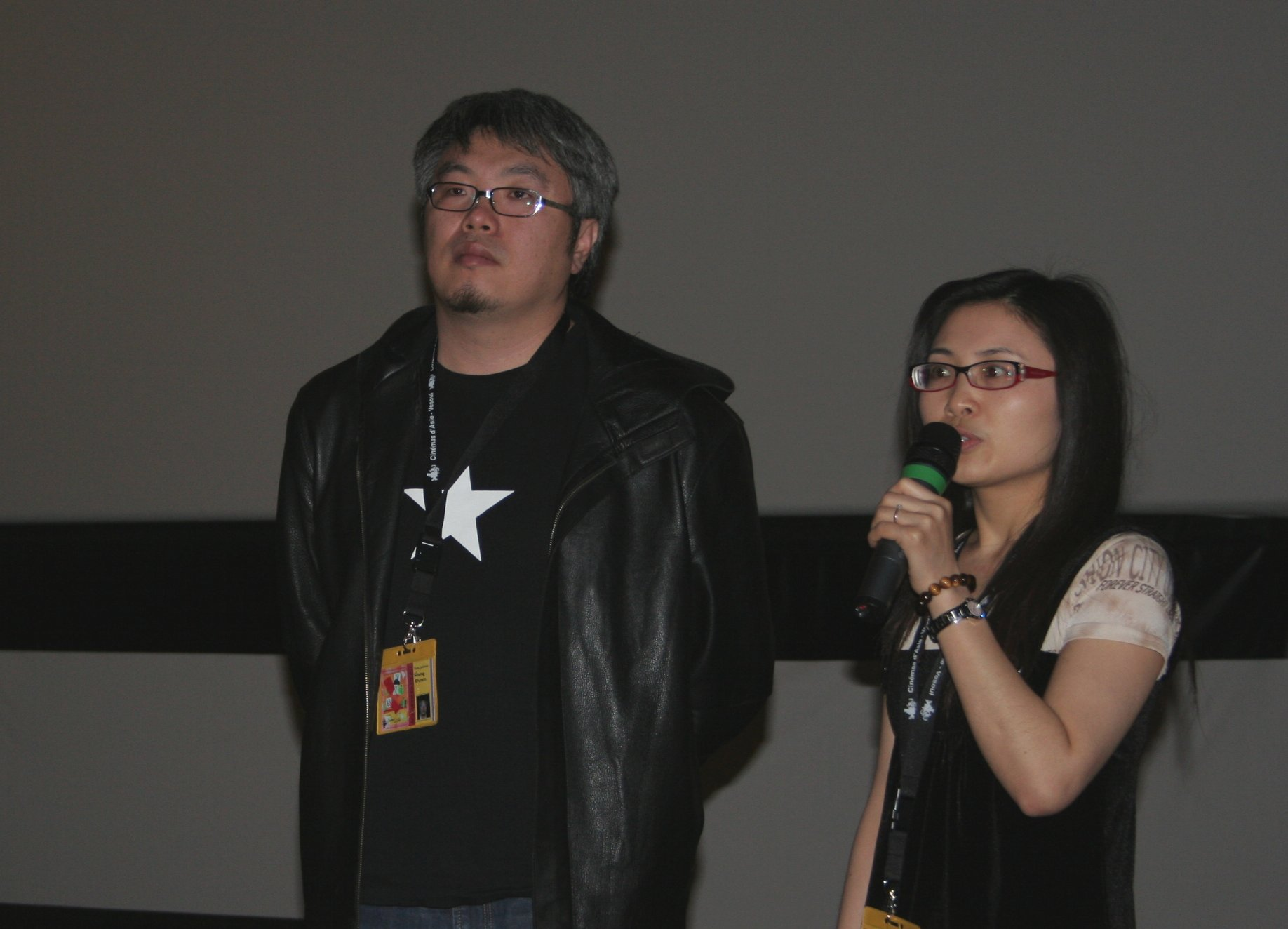
Sheng Zhimin
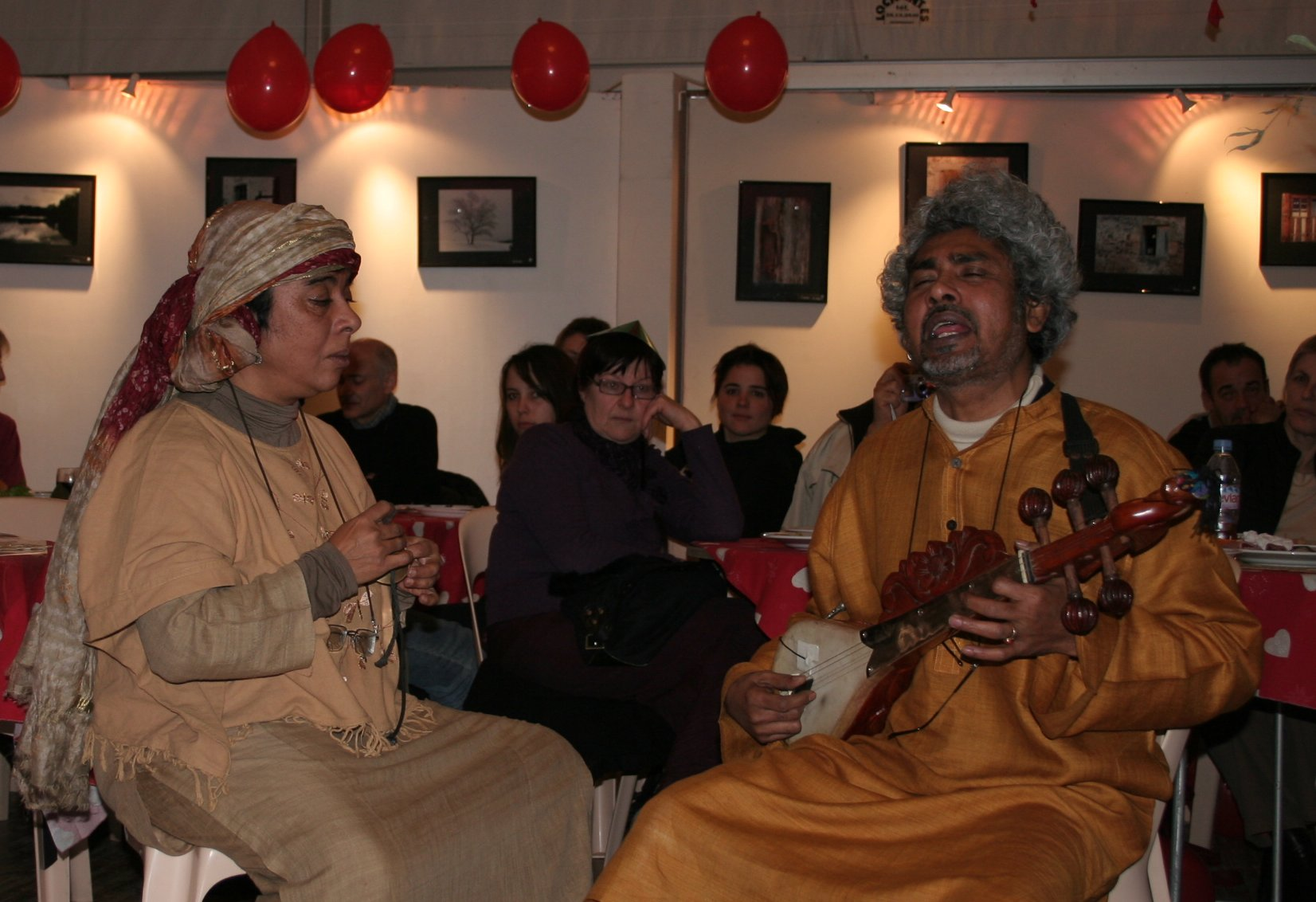
Musique Bâul.